# Jean Van der Heyden
Jean Van der Heyden SVD (* 27. April 1900 in Cuijk; † 6. April 1988) war ein niederländischer römisch-katholischer Ordensgeistlicher und Apostolischer Präfekt von Kenge.

## Leben
Jean Van der Heyden trat der Ordensgemeinschaft der Steyler Missionare bei. Er legte 1926 die erste und 1930 die ewige Profess ab. Später fungierte er als Superior der Niederlassung der Steyler Missionare in Banningville. Am 1. Februar 1931 empfing er das Sakrament der Priesterweihe. Papst Pius XII. bestellte ihn am 6. Dezember 1957 zum ersten Apostolischen Präfekten von Kenge.
Am 6. Juli 1963 trat Van der Heyden infolge der Erhebung der Apostolischen Präfektur Kenge zum Bistum von seinem Amt zurück.